# Torrecilla de Alcañiz
Torrecilla de Alcañiz è un comune spagnolo di 439 abitanti situato nella comunità autonoma dell'Aragona.